# Juan Antonio Marín
Juan Antonio Marín, né le 2 mars 1975 à San José, est un ancien joueur de tennis costaricien.
Il est le meilleur joueur de l'histoire du Costa Rica et le seul à avoir évolué à haut niveau sur le circuit professionnel.

## Carrière
En 1999, il pousse Pete Sampras, no 2 mondial, en 5 sets lors du premier tour du tournoi de Roland-Garros mais s'incline en 4 h 18 (match le plus long de la quinzaine) sur le score de 6-75, 6-4, 7-5, 6-79, 6-4
Il est connu malgré lui pour être le joueur qui totalise le plus grand nombre de défaites au premier tour d'un tournoi du Grand Chelem. Il a en effet échoué à 17 reprises en autant de participations. Il a eu cependant plus de succès dans les tournois ATP notamment à Båstad qu'il a remporté en 1999, deux ans après avoir atteint la finale. Il a joué aussi deux demi-finales.
Sur le circuit Challenger, il a remporté 5 tournois en simple (Samarcande en 1996, Saint-Marin en 1997 et 2005, Gênes en 2001 et Rome en 2005) et un en double (Guayaquil en 2005 avec Juan Martín del Potro).

## Palmarès

### Titre en simple (1)
| No | Date       | Nom et lieu du tournoi       | Catégorie   | Surface      | Finaliste           | Score     |  |
| -- | ---------- | ---------------------------- | ----------- | ------------ | ------------------- | --------- |  |
| 1  | 05/07/1999 | Swedish Catella Open, Båstad | Int' Series | Terre (ext.) | Andreas Vinciguerra | 6-4, 7-64 |  |

### Finale en simple (1)
| No | Date       | Nom et lieu du tournoi       | Catégorie    | Surface      | Vainqueur     | Score    |  |
| -- | ---------- | ---------------------------- | ------------ | ------------ | ------------- | -------- |  |
| 1  | 07/07/1997 | Swedish Catella Open, Båstad | World Series | Terre (ext.) | Magnus Norman | 7-5, 6-2 |  |

## Parcours dans les tournois duGrand Chelem

### En simple
| Année | Open d'Australie | Open d'Australie | Internationaux de France | Internationaux de France | Wimbledon       | Wimbledon      | US Open         | US Open       |
| ----- | ---------------- | ---------------- | ------------------------ | ------------------------ | --------------- | -------------- | --------------- | ------------- |
| 1997  | —                | —                | —                        | —                        | 1er tour (1/64) | I. Kafelnikov  | 1er tour (1/64) | T. Woodbridge |
| 1998  | 1er tour (1/64)  | T. Enqvist       | 1er tour (1/64)          | G. Raoux                 | 1er tour (1/64) | S. Pescosolido | 1er tour (1/64) | H. Gumy       |
| 1999  | 1er tour (1/64)  | J. Krošlák       | 1er tour (1/64)          | P. Sampras               | 1er tour (1/64) | J. Tarango     | 1er tour (1/64) | D. Prinosil   |
| 2000  | 1er tour (1/64)  | R. Schüttler     | 1er tour (1/64)          | F. Browne                | 1er tour (1/64) | M. Lee         | 1er tour (1/64) | F. Squillari  |
| 2001  | —                | —                | 1er tour (1/64)          | A. Vinciguerra           | —               | —              | —               | —             |
| 2006  | 1er tour (1/64)  | F. Luzzi         | 1er tour (1/64)          | C. Moyà                  | —               | —              | —               | —             |

N.B. : à droite du résultat se trouve le nom de l'ultime adversaire.

## Parcours dans lesMasters 1000
| Année | Indian Wells | Miami             | Monte-Carlo | Rome | Hambourg | Canada | Cincinnati | Stuttgart | Paris |
| ----- | ------------ | ----------------- | ----------- | ---- | -------- | ------ | ---------- | --------- | ----- |
| 1999  | —            | 3e tour D. Hrbatý | —           | —    | —        | —      | —          | —         | —     |
| 2000  | —            | 1er tour M. Chang | —           | —    | —        | —      | —          | —         | —     |

N.B. : sous le résultat se trouve le nom de l’ultime adversaire.